# Zbigniew Rynasiewicz

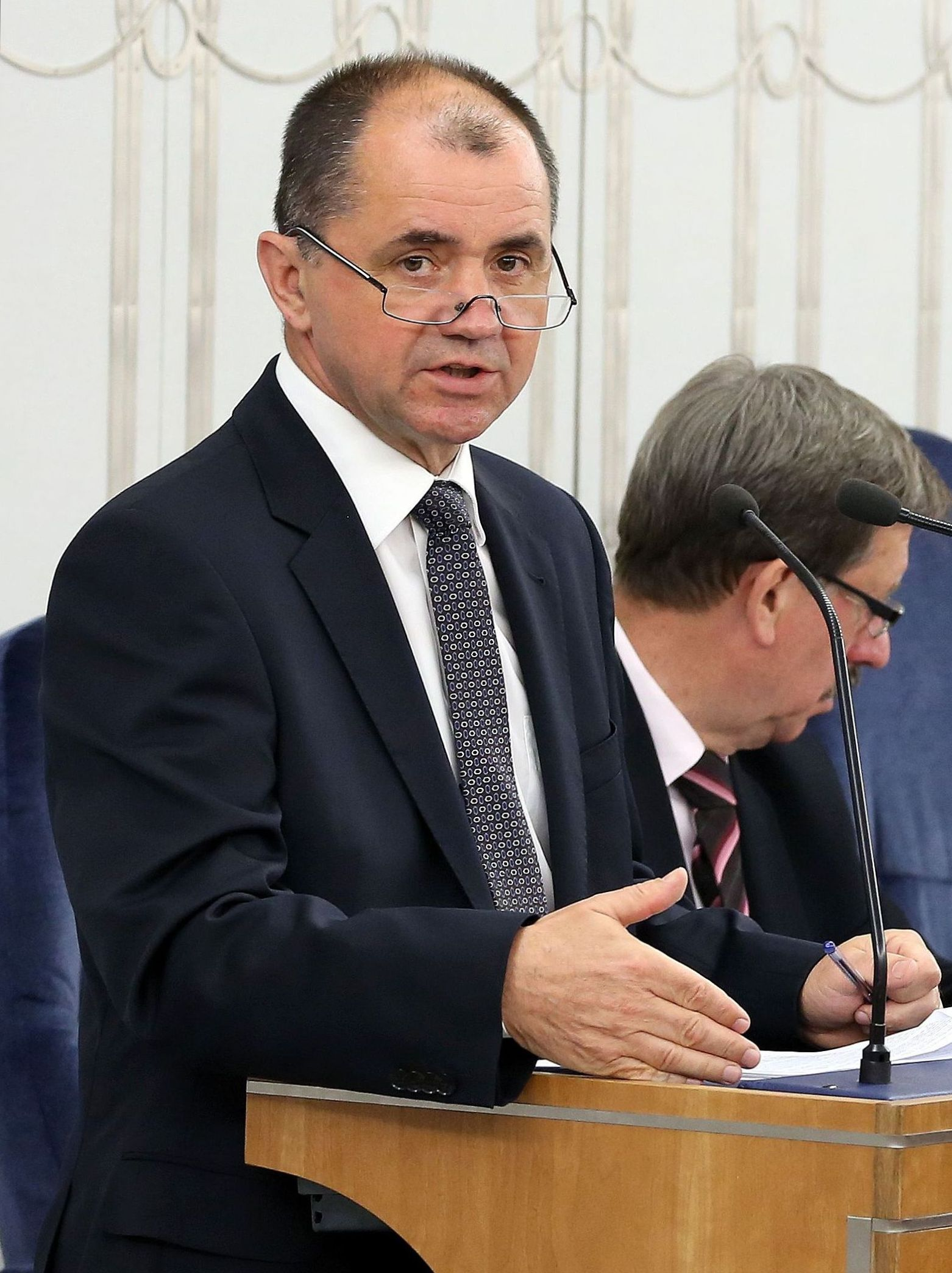
Zbigniew Rynasiewicz (2014)

Zbigniew Franciszek Rynasiewicz (* 4. Oktober 1963 in Grodzisko Dolne) ist ein polnischer Politiker der Platforma Obywatelska (Bürgerplattform).
Sein Studium an der Pädagogischen Hochschule in Rzeszów schloss Zbigniew Rynasiewicz 1987 mit einem Magister in Geschichte ab. Anschließend war er bis 1990 als Geschichtslehrer in der Grundschule des Dorfes Laszczyny tätig. Von 1990 bis 1997 war er Gemeindevorsteher (wójt) der Landgemeinde Grodzisko Dolne. Zur 3. Legislaturperiode des Sejm der Dritten Polnischen Republik zog Rynasiewicz mit der Akcja Wyborcza Solidarność (Wahlaktion Solidarność) erstmals in den Sejm ein. Anschließend war er von 2002 bis 2005 Starost (Landrat) des Powiats Leżajski. Bei den Parlamentswahlen 2005 konnte er mit 10.354 und bei den vorgezogenen Wahlen 2007 mit 28.690 Stimmen wiederum ein Mandat für den Sejm erringen.
Zbigniew Rynasiewicz ist verheiratet und hat zwei Kinder.